# Base Company
Die Base Company nv (Eigenschreibweise BASE) ist neben Proximus und Orange Belgium die kleinste der drei Mobilfunkgesellschaften in Belgien. In Deutschland war Base als Marke von Juni 2005 bis zur Einstellung im Frühjahr 2019 zuerst von E-Plus, später Telefónica Germany angeboten worden. Bestandskunden wurden zu Blau migriert.

## Geschichte

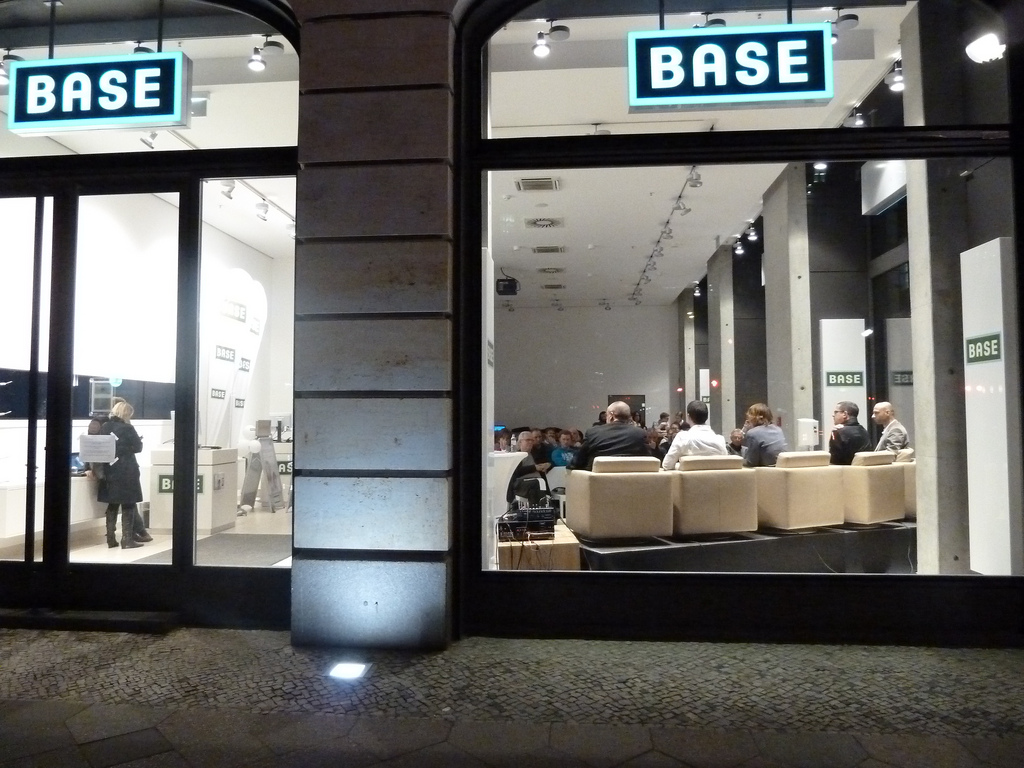
Ehemalige Base-Filiale in Berlin (2011)

Das Unternehmen wurde im Jahr 1998 unter dem Namen „KPN Orange“ als Tochtergesellschaft der niederländischen Koninklijke KPN NV und der britischen Orange plc gegründet und bot ab dem 2. April 1999 unter dem Markennamen „Orange“ Mobilfunkdienste auf dem belgischen Markt an. Im Zuge der Übernahme von Orange durch France Télécom fiel der 50-%-Anteil an Base an France Télécom. Da France Télécom jedoch schon an dem zweitgrößten belgischen Mobilfunkanbieter Mobistar beteiligt war, musste sie sich von einer ihrer Beteiligungen trennen und übertrug im Jahr 2000 ihren Anteil an KPN. Aus namensrechtlichen Gründen wurde KPN Orange in Base umbenannt. Base in Belgien gehört seit 2015 der Telenet Group.

## Unternehmensdaten und Angebot
Das GSM-Netz (GSM 900 / DCS 1800) von Base erreicht 98 % der belgischen Bevölkerung. Im Jahr 2007 wurde auch das UMTS-Netz von Base gestartet. Der Anbieter hat 2.358.000 Kunden (Stand: Januar 2007). Base bietet neben UMTS und GSM auch die Datendienste GPRS und EDGE an.
Die Telefonnummern von Base fangen meistens mit 048x an.
Der Prepaid-Anbieter „Simyo“ als auch „Ay Yildiz“ gehörten bis zur Übernahme zu BASE. Base stellt sein Netz außerdem für die belgischen Mobilfunk-Discounter „Dixitel“, 1Mobile und NRJ Mobile zur Verfügung. Ebenfalls wurde die unter Aldi Nord vertriebene Prepaid-Marke „Aldi Talk“ von 2007 bis 2017 in Belgien von Base angeboten.

## Zonennummer
Ursprünglich verwendete BASE (damals noch KPN Orange) die Zonennummer 0486; später wurde diese um eine Reihe weiterer 048x-Nummern erweitert. Seit der Rufnummernportabilität zwischen den Mobilfunkbetreibern ist jedoch nicht mehr klar, welcher Nummernbereich welchem Betreiber zugeordnet ist. Base vergibt jedoch weiterhin Nummern mit dem Präfix 048x. Die Präfixe 047x und 049x gehören jeweils zu Proximus und Orange (früher Mobistar). Das Präfix 046x wurde Telenet zugewiesen.

## Sponsoring
BASE war ab 2005 Sponsor des Fußballvereins Standard Lüttich, 2007 wurde BASE Hauptsponsor. Am 13. Mai 2016 verlängerten Telenet und Standard ihren Sponsoring-Vertrag. In den Spielzeiten 2016–2017 und 2017–2018 war BASE der Haupt- und Trikotsponsor.